# Úszás az 1976. évi nyári olimpiai játékokon
Az 1976. évi nyári olimpiai játékok úszóversenyein huszonhat versenyszámban avattak olimpiai bajnokot. Az 1972. évi olimpia versenyszámai közül ezen az olimpián nem tartottak versenyt férfi és női 200 méteres vegyesúszásban, és nem szerepelt a műsorban a férfi 4 × 100 méteres gyorsváltó sem.

## Éremtáblázat
(A táblázatokban a rendező ország csapata eltérő háttérszínnel, az egyes számoszlopok legmagasabb értéke, vagy értékei vastagítással kiemelve.)
| Az 1976. évi nyári olimpiai játékok éremtáblázata úszásban | Az 1976. évi nyári olimpiai játékok éremtáblázata úszásban | Az 1976. évi nyári olimpiai játékok éremtáblázata úszásban | Az 1976. évi nyári olimpiai játékok éremtáblázata úszásban | Az 1976. évi nyári olimpiai játékok éremtáblázata úszásban | Olimpia  |
| ---------------------------------------------------------- | ---------------------------------------------------------- | ---------------------------------------------------------- | ---------------------------------------------------------- | ---------------------------------------------------------- | -------- |
|                                                            | Ország                                                     | Arany                                                      | Ezüst                                                      | Bronz                                                      | Összesen |
| 1.                                                         | Egyesült Államok (USA)                                     | 13                                                         | 14                                                         | 7                                                          | 34       |
| 2.                                                         | NDK (GDR)                                                  | 11                                                         | 6                                                          | 2                                                          | 19       |
| 3.                                                         | Szovjetunió (URS)                                          | 1                                                          | 3                                                          | 5                                                          | 9        |
| 4.                                                         | Nagy-Britannia (GBR)                                       | 1                                                          | 1                                                          | 1                                                          | 3        |
|                                                            |                                                            |                                                            |                                                            |                                                            |          |
| 5.                                                         | Kanada (CAN)                                               | 0                                                          | 2                                                          | 6                                                          | 8        |
|                                                            |                                                            |                                                            |                                                            |                                                            |          |
| 6.                                                         | Hollandia (NED)                                            | 0                                                          | 0                                                          | 2                                                          | 2        |
| 6.                                                         | NSZK (FRG)                                                 | 0                                                          | 0                                                          | 2                                                          | 2        |
| 8.                                                         | Ausztrália (AUS)                                           | 0                                                          | 0                                                          | 1                                                          | 1        |
|                                                            |                                                            |                                                            |                                                            |                                                            |          |
| Összesen                                                   | Összesen                                                   | 26                                                         | 26                                                         | 26                                                         | 78       |

## Férfi
Férfi úszásban tizenhárom – tizenegy egyéni és két váltó – versenyszámot írtak ki.

### Éremtáblázat
| Az 1976. évi nyári olimpiai játékok éremtáblázata férfi úszásban | Az 1976. évi nyári olimpiai játékok éremtáblázata férfi úszásban | Az 1976. évi nyári olimpiai játékok éremtáblázata férfi úszásban | Az 1976. évi nyári olimpiai játékok éremtáblázata férfi úszásban | Az 1976. évi nyári olimpiai játékok éremtáblázata férfi úszásban | Olimpia  |
| ---------------------------------------------------------------- | ---------------------------------------------------------------- | ---------------------------------------------------------------- | ---------------------------------------------------------------- | ---------------------------------------------------------------- | -------- |
|                                                                  | Ország                                                           | Arany                                                            | Ezüst                                                            | Bronz                                                            | Összesen |
| 1.                                                               | Egyesült Államok (USA)                                           | 12                                                               | 10                                                               | 5                                                                | 27       |
| 2.                                                               | Nagy-Britannia (GBR)                                             | 1                                                                | 1                                                                | 1                                                                | 3        |
|                                                                  |                                                                  |                                                                  |                                                                  |                                                                  |          |
| 3.                                                               | Szovjetunió (URS)                                                | 0                                                                | 1                                                                | 3                                                                | 4        |
| 4.                                                               | Kanada (CAN)                                                     | 0                                                                | 1                                                                | 0                                                                | 1        |
|                                                                  |                                                                  |                                                                  |                                                                  |                                                                  |          |
| 5.                                                               | NSZK (FRG)                                                       | 0                                                                | 0                                                                | 2                                                                | 2        |
| 6.                                                               | Ausztrália (AUS)                                                 | 0                                                                | 0                                                                | 1                                                                | 1        |
| 6.                                                               | NDK (GDR)                                                        | 0                                                                | 0                                                                | 1                                                                | 1        |
|                                                                  |                                                                  |                                                                  |                                                                  |                                                                  |          |
| Összesen                                                         | Összesen                                                         | 13                                                               | 13                                                               | 13                                                               | 39       |

### Érmesek
- WR – világrekord
- OR – olimpiai rekord

| Az 1976. évi nyári olimpiai játékok érmesei férfi úszásban | |             | |          | |          |
| Versenyszám                                                | Arany | Arany       | Ezüst | Ezüst    | Bronz | Bronz    |
| 100 m gyors                                                | Jim Montgomery · Egyesült Államok (USA) | 49,99 WR    | Jack Babashoff · Egyesült Államok (USA)                                                                                               | 50,81    | Peter Nocke · NSZK (FRG)                                                                                   | 51,31    |
| 200 m gyors                                                | Bruce Furniss · Egyesült Államok (USA) | 1:50,29 WR  | John Naber · Egyesült Államok (USA)                                                                                                   | 1:50,50  | Jim Montgomery · Egyesült Államok (USA)                                                                    | 1:50,58  |
| 400 m gyors                                                | Brian Goodell · Egyesült Államok (USA) | 3:51,93 WR  | Timothy Shaw · Egyesült Államok (USA)                                                                                                 | 3:52,54  | Volodimir Raszkatov · Szovjetunió (URS)                                                                    | 3:55,76  |
| 1500 m gyors                                               | Brian Goodell · Egyesült Államok (USA) | 15:02,40 WR | Robert Hackett · Egyesült Államok (USA)                                                                                               | 15:03,91 | Stephen Holland · Ausztrália (AUS)                                                                         | 15:04,66 |
| 100 m hát                                                  | John Naber · Egyesült Államok (USA) | 55,49 WR    | Peter Rocca · Egyesült Államok (USA)                                                                                                  | 56,34    | Roland Matthes · NDK (GDR) ·                                                                               | 57,22    |
| 200 m hát                                                  | John Naber · Egyesült Államok (USA) | 1:59,19 WR  | Peter Rocca · Egyesült Államok (USA)                                                                                                  | 2:00,55  | Daniel Harrigan · Egyesült Államok (USA) ·                                                                 | 2:01,35  |
| 100 m mell                                                 | John Hencken · Egyesült Államok (USA) | 1:03,11 WR  | David Wilkie · Nagy-Britannia (GBR)                                                                                                   | 1:03,43  | Arvydas Juozaitis · Szovjetunió (URS)                                                                      | 1:04,23  |
| 200 m mell                                                 | David Wilkie · Nagy-Britannia (GBR) | 2:15,11 WR  | John Hencken · Egyesült Államok (USA)                                                                                                 | 2:17,26  | Richard Colella · Egyesült Államok (USA)                                                                   | 2:19,20  |
| 100 m pillangó                                             | Matt Vogel · Egyesült Államok (USA) | 54,35       | Joe Bottom · Egyesült Államok (USA)                                                                                                   | 54,50    | Gary Hall · Egyesült Államok (USA)                                                                         | 54,65    |
| 200 m pillangó                                             | Mike Bruner · Egyesült Államok (USA) | 1:59,23 WR  | Steve Gregg · Egyesült Államok (USA)                                                                                                  | 1:59,54  | William Forrester · Egyesült Államok (USA)                                                                 | 1:59,96  |
| 400 m vegyes                                               | Rod Strachan · Egyesült Államok (USA) | 4:23,68 WR  | Tim McKee · Egyesült Államok (USA) | 4:24,62  | Andrej Szmirnov · Szovjetunió (URS)                                                                        | 4:26,90  |
| 4 × 200 m gyorsváltó                                       | Egyesült Államok (USA) · Mike Bruner · Bruce Furniss · John Naber · Jim Montgomery · Douglas Northway* · Timothy Shaw*                       | 7:23,22 WR  | Szovjetunió (URS) · Volodimir Raszkatov · Andrej Bogdanov · Szergej Kopljakov · Andrej Krilov · Andrej Szmirnov* · Vlagyimir Mihejev* | 7:27,97  | Nagy-Britannia (GBR) · Alan McClatchey · David Dunne · Gordon Downie · Brian Brinkley                      | 7:32,11  |
| 4 × 100 m vegyes váltó                                     | Egyesült Államok (USA) · Matt Vogel · John Hencken · Jim Montgomery · John Naber · Peter Rocca* · Chris Woo* · Joe Bottom* · Jack Babashoff* | 3:42,22 WR  | Kanada (CAN) · Stephen Pickell · Graham Smith · Clay Evans · Gary MacDonald · Bruce Robertson*                                        | 3:45,94  | NSZK (FRG) · Klaus Steinbach · Michael Kraus · Walter Kusch · Peter Nocke · Peter Lang* · Dirk Braunleder* | 3:47,29  |

* - a versenyző csak az előfutamban vett részt, így nem kapott érmet

## Női
Női úszásban tizenhárom – tizenegy egyéni és két váltó – versenyszámot írtak ki.

### Éremtáblázat
| Az 1976. évi nyári olimpiai játékok éremtáblázata női úszásban | Az 1976. évi nyári olimpiai játékok éremtáblázata női úszásban | Az 1976. évi nyári olimpiai játékok éremtáblázata női úszásban | Az 1976. évi nyári olimpiai játékok éremtáblázata női úszásban | Az 1976. évi nyári olimpiai játékok éremtáblázata női úszásban | Olimpia  |
| -------------------------------------------------------------- | -------------------------------------------------------------- | -------------------------------------------------------------- | -------------------------------------------------------------- | -------------------------------------------------------------- | -------- |
|                                                                | Ország                                                         | Arany                                                          | Ezüst                                                          | Bronz                                                          | Összesen |
| 1.                                                             | NDK (GDR)                                                      | 11                                                             | 6                                                              | 1                                                              | 18       |
| 2.                                                             | Egyesült Államok (USA)                                         | 1                                                              | 4                                                              | 2                                                              | 7        |
| 3.                                                             | Szovjetunió (URS)                                              | 1                                                              | 2                                                              | 2                                                              | 5        |
|                                                                |                                                                |                                                                |                                                                |                                                                |          |
| 4.                                                             | Kanada (CAN)                                                   | 0                                                              | 1                                                              | 6                                                              | 7        |
|                                                                |                                                                |                                                                |                                                                |                                                                |          |
| 5.                                                             | Hollandia (NED)                                                | 0                                                              | 0                                                              | 2                                                              | 2        |
|                                                                |                                                                |                                                                |                                                                |                                                                |          |
| Összesen                                                       | Összesen                                                       | 13                                                             | 13                                                             | 13                                                             | 39       |

### Érmesek
| Az 1976. évi nyári olimpiai játékok érmesei férfi úszásban | |            | |         |                                                                                                |         |
| Versenyszám                                                | Arany | Arany      | Ezüst | Ezüst   | Bronz                                                                                          | Bronz   |
| 100 m gyors                                                | Kornelia Ender · NDK (GDR) | 55,65 WR   | Petra Priemer · NDK (GDR) | 56,49   | Enith Brigitha · Hollandia (NED)                                                               | 56,65   |
| 200 m gyors                                                | Kornelia Ender · NDK (GDR) | 1:59,26 WR | Shirley Babashoff · Egyesült Államok (USA)                                                                                      | 2:01,22 | Enith Brigitha · Hollandia (NED)                                                               | 2:01,40 |
| 400 m gyors                                                | Petra Thümer · NDK (GDR) | 4:09,89 WR | Shirley Babashoff · Egyesült Államok (USA)                                                                                      | 4:10,46 | Shannon Smith · Kanada (CAN)                                                                   | 4:14,60 |
| 800 m gyors                                                | Petra Thümer · NDK (GDR) | 8:37,14 WR | Shirley Babashoff · Egyesült Államok (USA)                                                                                      | 8:37,59 | Wendy Weinberg · Egyesült Államok (USA)                                                        | 8:42,60 |
| 100 m hát                                                  | Ulrike Richter · NDK (GDR) | 1:01,83 OR | Birgit Treiber · NDK (GDR) | 1:03,41 | Nancy Garapick · Kanada (CAN)                                                                  | 1:03,71 |
| 200 m hát                                                  | Ulrike Richter · NDK (GDR) | 2:13,43 OR | Birgit Treiber · NDK (GDR) | 2:14,97 | Nancy Garapick · Kanada (CAN)                                                                  | 2:15,60 |
| 100 m mell                                                 | Hannelore Anke · NDK (GDR) | 1:11,16    | Ljubov Ruszanova · Szovjetunió (URS)                                                                                            | 1:13,04 | Marina Kosevaja · Szovjetunió (URS)                                                            | 1:13,30 |
| 200 m mell                                                 | Marina Kosevaja · Szovjetunió (URS) | 2:33,35 WR | Marina Jurcsenya · Szovjetunió (URS)                                                                                            | 2:36,08 | Ljubov Ruszanova · Szovjetunió (URS)                                                           | 2:36,22 |
| 100 m pillangó                                             | Kornelia Ender · NDK (GDR) | 1:00,13 WR | Andrea Pollack · NDK (GDR) | 1:00,98 | Wendy Boglioli · Egyesült Államok (USA)                                                        | 1:01,17 |
| 200 m pillangó                                             | Andrea Pollack · NDK (GDR) | 2:11,41 OR | Ulrike Tauber · NDK (GDR) | 2:12,50 | Rosemarie Kother-Gabriel · NDK (GDR)                                                           | 2:12,86 |
| 400 m vegyes                                               | Ulrike Tauber · NDK (GDR) | 4:42,77 WR | Cheryl Gibson · Kanada (CAN) | 4:48,10 | Becky Smith · Kanada (CAN)                                                                     | 4:50,48 |
| 4×100 m gyorsváltó                                         | Egyesült Államok (USA) · Kim Peyton · Jill Sterkel · Shirley Babashoff · Wendy Boglioli · Jennifer Hooker*                                     | 3:44,82 WR | NDK (GDR) · Petra Priemer · Kornelia Ender · Claudia Hempel · Andrea Pollack                                                    | 3:45,50 | Kanada (CAN) · Becky Smith · Gail Amundrud · Barbara Clark · Anne Jardin · Deborah Clarke*     | 3:48,81 |
| 4×100 m vegyes váltó                                       | NDK (GDR) · Ulrike Richter · Hannelore Anke · Kornelia Ender · Andrea Pollack · Birgit Treiber* · Carola Nitschke* · Rosemarie Kother-Gabriel* | 4:07,95 WR | Egyesült Államok (USA) · Camille Wright · Shirley Babashoff · Linda Jezek · Lauri Siering · LeLei Fonoimoana* · Wendy Boglioli* | 4:14,55 | Kanada (CAN) · Susan Sloan · Robin Corsiglia · Wendy Cook-Hogg · Anne Jardin · Deborah Clarke* | 4:15,22 |

* - a versenyző az előfutamban vett részt

## Magyar részvétel
Az olimpián nyolc úszó – hét férfi és egy nő – képviselte Magyarországot. A férfi úszók egy negyedik és egy hatodik helyezést értek el, és ezzel négy olimpiai pontot szereztek.
A magyar úszók a következő versenyszámokban indultak (zárójelben az elért időeredmény, illetve döntőbe jutottak esetén az elért helyezés):
| Magyar részvétel az 1976. évi nyári olimpiai játékok úszóversenyein |                                                                               |                               |
| versenyszám                                                         | férfi úszás                                                                   | női úszás                     |
| 400 m gyors                                                         | Koczka István (4:03,75) Nagy Sándor (6. – 3:57,81) Wladár Zoltán (4:00,55)    |                               |
| 1500 m gyors                                                        | Koczka István (16:05,54) Nagy Sándor (15:48,41) Wladár Zoltán (8. – 15:45,97) |                               |
| 100 m hát                                                           | Rudolf Róbert (1:00,58) Verrasztó Zoltán (58,63)                              | Verrasztó Gabriella (1:06,27) |
| 200 m hát                                                           | Rudolf Róbert (7. – 2:07,30) Verrasztó Zoltán (8. – 2:08,23)                  | Verrasztó Gabriella (2:23,36) |
| 200 m pillangó                                                      | Hargitay András (2:06,20) Sós Csaba (2:06,71)                                 |                               |
| 400 m vegyes                                                        | Hargitay András (4. – 4:27,13) Sós Csaba (4:34,72) Verrasztó Zoltán (4:48,51) |                               |